# 马蒂亚斯·萨默尔
（1967年9月15日—）出生於东德德累斯顿，前德国足球运动员，主要擔任防中或清道夫，现为足球教练。
1996年，萨默尔率领德国国家足球队赢得了欧洲足球锦标赛冠军，他個人獲選為賽事最佳球員。同年，他以1分之差驚險擊敗羅納度当选欧洲足球先生（144：143，其實羅納度獲得較多第一名選票，但薩默爾在前三名選票總量上優勢巨大而勝出）。到退役时，萨默尔共参加了74场国家队比赛，其中为东德出场23次。
萨默尔先后效力于德累斯顿迪那摩(1987-1990年)、斯图加特(1990-1992年)、国际米兰(1992-1993年)和多特蒙德(1993-1998年)。他在德累斯顿迪那摩赢得过两次东德冠军杯赛冠军（1989年和1990年）并分别于1992年在斯图加特、1995年和1996年在多特蒙德获得过三次德甲冠军，以及1997在多特蒙德獲得歐冠冠軍。
1998年，在一系列的膝盖受伤后，萨默尔选择了退役。2000年，他成为多特蒙德的主教练并带领球队于2002年再次获得了德国甲組聯赛冠军。同年，他还将球队带进了欧洲联盟杯的决赛，但最终以2:3不敌而失去了冠军。萨默尔还在2004-2005赛季执教斯图加特，但一年后就离开了俱乐部。2006年，萨默尔成為德国国家足球队的技術總監。2012年，萨默尔成為拜仁慕尼黑的體育總監。